# Eucladium styriacum
Eucladium styriacum là một loài rêu trong họ Pottiaceae. Loài này được Glow. mô tả khoa học đầu tiên năm 1909.